# Сикорский, Игорь Александрович
И́горь Алекса́ндрович Сико́рский (укр. Ігор Олександрович Сікорський; 29 июля 1988, Киев, Украинская ССР, СССР) — украинский футболист, полузащитник.

## Биография
Игорь родился 29 июля 1988 года в Киеве. Любовь к футболу ему привил его дед, который был футбольным тренером. В семь лет Сикорский начал играть в футбол.
Затем он попал в детскую школу клуба «Смена-Оболонь». В команде занимался на протяжении нескольких лет и перешёл в ДЮСШ-15. Там он занимался до восьмого класса и после продолжил обучение в киевском спортивном интернате. Там он провёл ещё два года, после чего он снова вернулся в ДЮСШ-15.
В ДЮФЛ выступал за киевские РВУФК и «Локомотив-МСМ-ОМИКС». После также выступал также за команду «Батькивщина».
Играя в соревнованиях в Киевской области его тренер попросил Алексея Деревинского, чтобы Сикорского просмотрели в дубле луганской «Зари». Так как он хорошо знал тренера дубля Юрия Дудника. Зимой 2008 года Игорь попал в дубль «Зари», которая выступала в молодёжном первенстве Украины.
В Премьер-лиге Украины дебютировал 11 мая 2008 года в домашнем матче против симферопольской «Таврии» (2:3), Сикорский вышел на 76 минуте вместо Георгия Цимакуридзе. Зимой 2010 года на сборах он получил травму ахилла. Всего за «Зарю» в чемпионате Украины он сыграл 8 матчей, а в молодёжной первенстве провёл 64 матча и забил 14 мячей.
В июле 2010 года он подписал контракт с алчевской «Сталью». По словам тогдашнего тренера дубля «Зари» Владимира Микитина Игорь не подходил по возрасту для дубля и не попадал в состав основной команды. Поэтому, ему предоставили выбор: разорвать контракт либо отдать его в аренду.
Летом 2014 года покинул Алчевск. Некоторое время играл в «Даугаве» (Даугавпилс) у тренера Геннадия Орбу. В сентябре того же года заключил контракт с харьковским «Гелиосом».
Летом 2015 года заключил контракт с МФК «Николаев». Затем выступал за другой клуб Первой лиги, «Горняк-Спорт».
17 июля 2019 года подписал контракт с ФК «Агробизнес». В январе 2020 года поехал в Россию и опубликовал в социальной сети свои фотографии на фоне государственного герба России и флага России. Вследствие этого «Агробизнес» разорвав контракт с Сикорским, подчеркнув, что игрок дискредитирует клуб своей демонстративной поездкой в страну-агрессор во время войны.

## Достижения
- Серебряный призёр Первой лиги Украины: 2013 года.
- Бронзовый призёр Первой лиги Украины: 2017 года.

## Статистика
| Сезон   | Клуб            | Лига                 | Чемпионат | Чемпионат | Кубок | Кубок | Дубль | Дубль |
| Сезон   | Клуб            | Лига                 | Игры      | Голы      | Игры  | Голы  | Игры  | Голы  |
| ------- | --------------- | -------------------- | --------- | --------- | ----- | ----- | ----- | ----- |
| 2007/08 | Заря (Луганск)  | Высшая лига Украины  | 2         | 0         | 0     | 0     | 12    | 2     |
| 2008/09 | Заря (Луганск)  | Премьер-лига Украины | 5         | 0         | 0     | 0     | 25    | 3     |
| 2009/10 | Заря (Луганск)  | Премьер-лига Украины | 1         | 0         | 0     | 0     | 27    | 9     |
| 2010/11 | Сталь (Алчевск) | Первая лига Украины  | 19        | 0         | 2     | 0     | —     | —     |